# Muscicapa segregata
Papa-moscas-de-sumba ou taralhão-de-sumba (Muscicapa segregata) é uma espécie de ave da família Muscicapidae.
É endémica da Indonésia.
Os seus habitats naturais são: florestas subtropicais ou tropicais húmidas de baixa altitude.
Está ameaçada por perda de habitat.